# 고수 (판소리)

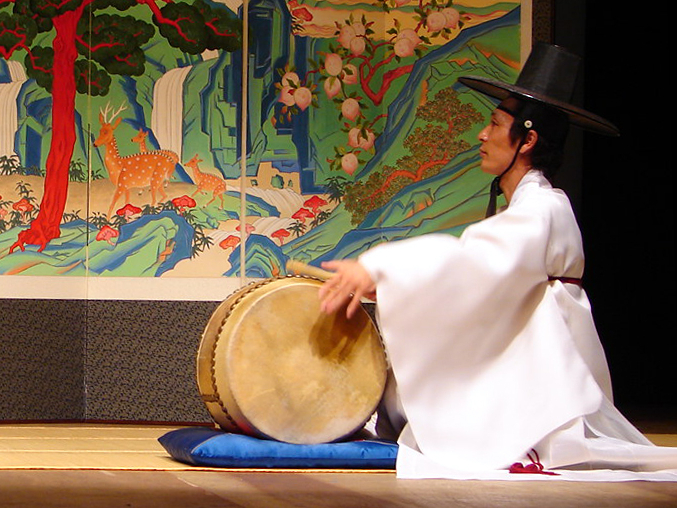

고수(鼓手)는 판소리 연주 때 북을 사용하여 소리의 반주를 맡은 사람이다.
판소리 연주에서 고수의 구실은 명창 못지않게 중요하기 때문에 예로부터 고수의 중요성이 일고수 이명창(一鼓手二名唱) 또는 수(雄)고수 암(雌)명창이란 말로 표현되어 전해오고 있다. 고수는 연주 도중에 때때로 ‘얼씨구’, ‘좋다’ 등과 같은 추임새를 넣어서 창자(唱者)의 흥을 돋아주고 연주장의 분위기를 고조시킨다. 조선 후기 명고수로는 송광록(宋光祿)과 주덕기(朱德基)가, 일제시대에는 한성준(韓成俊), 근래에는 김명환(金命煥)이 인간문화재로 지정되었다.